# Hermann Ebers
Hermann Ebers (* 21. Juni 1881 in Leipzig; † 10. Februar 1955 in Weilheim in Oberbayern) war ein deutscher Maler, Zeichner und Illustrator.

## Leben
Er war der Sohn des Ägyptologen und Schriftstellers Georg Ebers. Dieser war seit 1865 verheiratet mit Antonie geborene Beck verwitwete Loesevitz; sie brachte zwei Töchter mit in die Ehe. Aus der Ehe gingen neben Hermann Ebers weitere fünf Kinder hervor, darunter der Sohn Paul und die Tochter Maria Sophia, genannt Marie (* 4. Februar 1871 in Leipzig), die am 10. August 1894 den damaligen Leipziger Privatdozenten Heinrich Triepel (1868–1946) heiratete. Marie Triepel verfasste im September 1949 Lebenserinnerungen, die ungedruckt blieben.
Nach dem Besuch der Gymnasien in Tutzing und München studierte Hermann Ebers ab 1900 an den Kunstakademien in München und in Wörth. Zu seinen Lehrern zählten Gabriel von Hackl, Heinrich von Zügel und Ludwig von Herterich. 1910 ließ er sich im Alter von 29 Jahren dauerhaft als freischaffender Künstler in Seeshaupt am Starnberger See nieder, daneben hatte er später auch noch ein Atelier in München.
Aus dem Ersten Weltkrieg kehrte er als Leutnant der Reserve der Kraftfahrtruppe nach Seeshaupt zurück. Er wurde Mitglied der Münchner Künstlergenossenschaft und des Deutschen Künstlerbundes.
Hermann Ebers nahm an zahlreichen Ausstellungen vor allem im Raum München teil, so in der Münchner Sezession und im Münchner Glaspalast. Daneben zählt er zu den Stammgästen des Ganghofermuseums. 
1937 wurden in der Nazi-Aktion „Entartete Kunst“ nachweislich seine Mappe „Die Opfer“ mit zehn Lithografien (1915; Verlag Hans Goltz, München, 1915) beschlagnahmt. Ihr Verbleib ist ungeklärt.
Kurz vor seinem Tod verfasste Ebers 1953 die Erinnerungen aus der Gymnasialzeit, die als Manuskript heute im Germanischen Nationalmuseum in Nürnberg verwaltet werden, wo auch ein Teil seines Nachlasses eine dauerhafte Bleibe gefunden hat.

## Ehrungen
- Eisernes Kreuz, II. Klasse
- Bayerischer Militärverdienstorden, IV. Klasse